# 隆兴桥 (呈坎)
隆兴桥是中国安徽省黄山市徽州区呈坎镇呈坎村的一座单孔石拱桥，位于南侧村口的潨川河梅花坝上，花岗石砌筑，长46.6米，高8米，宽6米，是皖南最大的单孔桥。明弘治年间由罗氏19世组罗弥达捐资四万两兴建。清光绪二十六年（1900年）罗亨润、罗鸿群、罗静轩等重修。
2001年，隆兴桥和呈坎村内共计20处明清古建筑，包括长春大社、罗会泰宅、文献祠、钟英楼（更楼）、环秀桥、燕翼堂、下屋、罗纯夫宅、罗润坤宅、石柱厅、首善儒宗宅门楼、罗永祈宅、罗永宁宅等、以呈坎村古建筑群的名义，列为全国重点文物保护单位。